# T'en fais pas, j'suis là

T'en fais pas, j'suis là est un téléfilm français réalisé par Pierre Isoard, avec Samuel Le Bihan dans le rôle du père d'un jeune garçon autiste. Il a été diffusé pour la première fois en octobre 2020 sur France 2 dans le cadre d'une soirée dédiée à l'autisme.

## Synopsis
Un avocat réputé ne s'est pas jusque-là intéressé à son fils Gabriel, diagnostiqué autiste. Lorsque sa mère a un accident et ne peut plus s'en occuper, il se retrouve contraint à prendre ses responsabilités de père, et apprend à vivre avec Gabriel, avec l'aide de son éducatrice qui le suit depuis des années.

## Fiche technique
- Réalisation : Pierre Isoard
- Scénario : Julien Guérie, Pierre Isoard, d'après une idée de Samuel Le Bihan[3]
- Musique : Jérôme Lemonnier
- Mixage : Cedric Meganck assisté de Yann Reiland
- Durée : 104 minutes[4]
- Coproduction : RTBF
- Date de première diffusion  : 26 octobre 2020 (France 2)

## Distribution
Sauf indication contraire, les informations mentionnées dans cette section peuvent être confirmées par la base de données cinématographiques IMDb,  présente dans la section « Liens externes ».
- Samuel Le Bihan : Jonathan Rivière
- Lizzie Brocheré : Marie
- Roman Villedieu : Gabriel
- Sharif Andoura : Marc
- Annette Lowcay : Myriam
- Missoum Slimani : Amir
- Philypa Phoenix : Laura
- Philippe Cariou : Gordon
- Marc Amiot : Le chercheur québécois
- Jack Claudany : Le président de l'association
- Adèle Choubard : La baby-sitter
- François Godart : Le directeur école
- Marie-Jo Billet : L'assistante sociale
- Jérôme Keen : Le directeur institut suisse
- Antoine Piquet : Le chauffeur de taxi
- Olivier Charasson : Le médecin
- Fanny Leurent : L'enseignante école
- Cynthia Saint-Fleur : L'infirmière hôpital
- Mohamed Makhtoumi : L'employé supermarché
- Hervé Coulombel : Le policier 1
- Alexandre Carrière : Le policier 2

## Critiques et audience
Pour Marianne, ce téléfilm remarquablement réalisé aborde sans détours les problèmes liés à l'autisme. Pour Francetvinfo, le réalisateur montre « avec tendresse, et parfois humour, les situations décalées qui naissent des comportements imprévisibles de l'enfant ».
D'après Le Parisien, le téléfilm est vu par 4,3 millions de spectateurs.